# Pico Agudo (Santa Bárbara)
O Pico Agudo é uma elevação localizada na freguesia açoriana de  Santa Bárbara, concelho de Angra do Heroísmo, ilha Terceira, arquipélago dos Açores, Portugal.
Este acidente geográfico encontra-se geograficamente localizado na parte Oeste da ilha Terceira e encontra-se intimamente relacionado com a formação geológica dos contrafortes do vulcão da Serra de Santa Bárbara do qual faz parte, fazendo com esta montanha parte da maior formação geológica da ilha Terceira que se eleva a 1021 metros acima do nível do mar e faz parte do conjunto montanhoso denominado como Serra de Santa Bárbara.